# Theater Olpketal

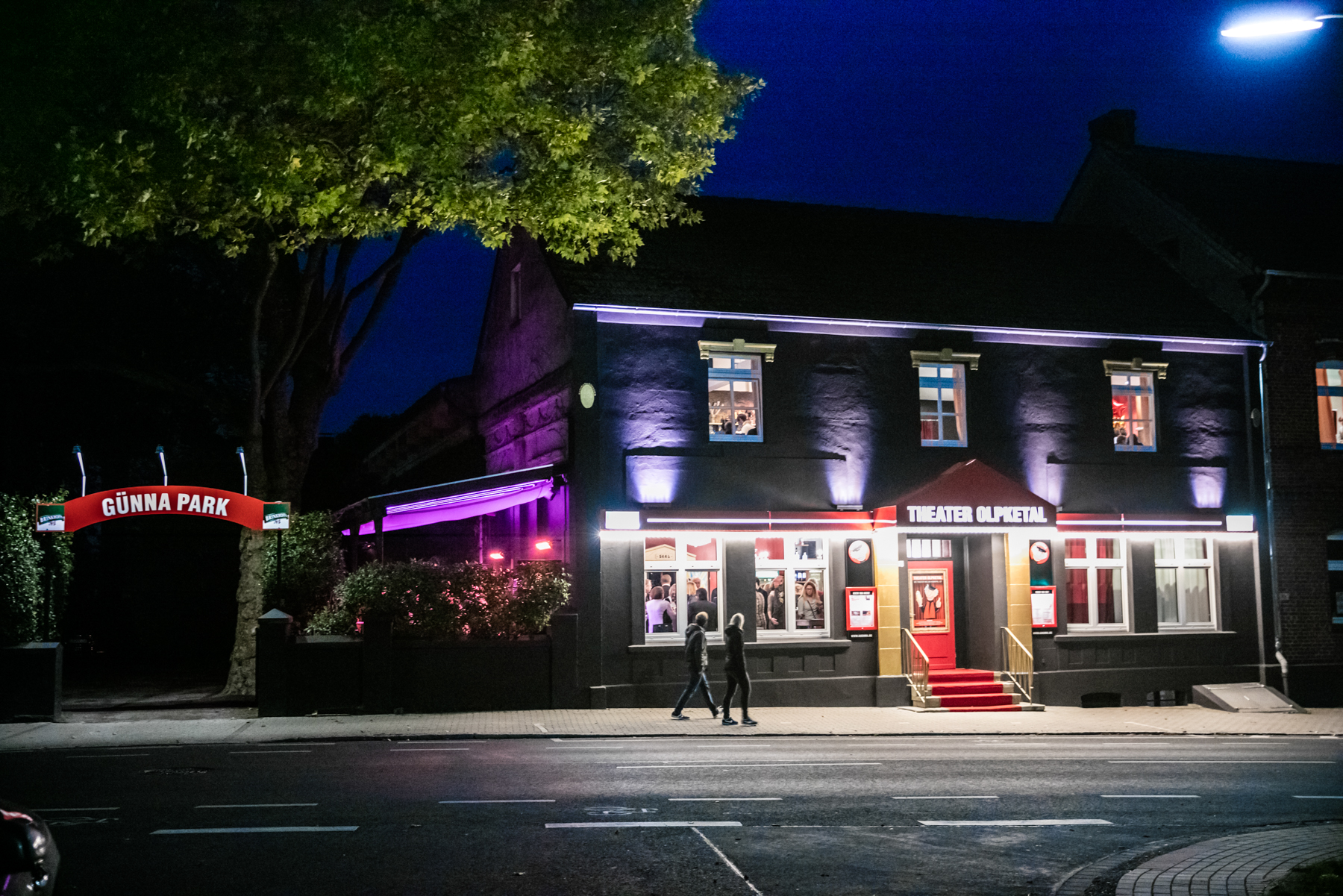
Theater Olpketal

Das Theater Olpketal ist ein kleines familienbetriebenes Theater an der Olpketalstraße im südlichen Dortmunder Stadtteil Lücklemberg, in dem der Dortmunder Kabarettist Bruno Knust (auch bekannt unter dem Pseudonym Günna) in der Regel mehrmals pro Woche mit verschiedenen Programmen auftritt. Seine Shows zeichnen sich durch den besonderen Humor des Ruhrgebiets, seine Schlagfertigkeit und Entertainerqualitäten aus.
Zudem bietet das Theater Olpketal auf seinem Spielplan auch immer wieder Gastspiele ausgewählter Künstler an, wie von Robert Kreis, Lioba Albus, Karl Dall, Wolfgang Trepper, Jürgen Becker oder Torsten Sträter.
Das Gebäude, in dem sich Saal, Foyer und Gesellschaftsräume befinden, beheimatete im späten 19. und frühen 20. Jahrhundert das Gasthaus Zum Erlenkrug, in Zeiten als das ländliche Dortmund-Kirchhörde und -Lücklemberg ein beliebtes Ausflugsziel der Dortmunder Stadtbevölkerung darstellte. In den letzten Tagen des Zweiten Weltkriegs durch eine Fliegerbombe beschädigt, wurde es nach 1945 wieder instand gesetzt und diente zeitweise als Lagerhaus. Nach einiger Zeit des Leerstandes wurde das Haus durch Bruno Knust angemietet und 1989 zum Erlebnistheater umgestaltet.
Das räumliche Konzept des Theaters sowie das seit 1989 stehende Bühnenbild stammen vom Dortmunder Bühnenbildner Michael Wienand.
Das Theater bietet Sitzplätze für knapp 200 Zuschauer und verfügt über drei Bars. Auf der Galerie in der 1. Etage befinden sich nach einem Ausbau zwei Gesellschaftsräume, die in Verbindung mit einem Vorstellungsbesuch anlässlich privater oder geschäftlicher Feiern und Veranstaltungen angemietet werden können.

## Zukunft
Auf seiner Homepage kündigt Knust an, den eigenen Theaterbetrieb im Mai 2025 nach Abschluss der laufenden Spielzeit zu schließen. Er werde weiterhin als Gastkünstler in anderen Häusern auftreten. Ein Bericht gleichen Inhalts erschien am 4. September 2024. Es gebe weder wirtschaftliche noch gesundheitliche Gründe dafür, vielmehr habe er das Gefühl dies sei der richtige Zeitpunkt.
Das Haus selbst soll weiterhin für kulturelle und gastronomische Zwecke genutzt werden.